# José Telles da Conceição
Pour les articles homonymes, voir Telles et Conceição.
José Telles da Conceição, né le 23 mai 1931 à Rio de Janeiro et mort le 18 octobre 1974 dans la même ville, est un athlète multidisciplinaire brésilien.

## Carrière

### Palmarès
| Date | Compétition                    | Lieu           | Résultat | Épreuve          |
| ---- | ------------------------------ | -------------- | -------- | ---------------- |
| 1952 | Championnats d'Amérique du Sud | Buenos Aires   | 1er      | Saut en hauteur  |
| 1952 | Jeux olympiques                | Helsinki       | 3e       | Saut en hauteur  |
| 1954 | Championnats d'Amérique du Sud | São Paulo      | 2e       | 100 m            |
| 1954 | Championnats d'Amérique du Sud | São Paulo      | 1er      | 200 m            |
| 1954 | Championnats d'Amérique du Sud | São Paulo      | 1er      | Saut en hauteur  |
| 1955 | Jeux panaméricains             | Mexico         | 3e       | 200 m            |
| 1955 | Jeux panaméricains             | Mexico         | 3e       | Saut en hauteur  |
| 1956 | Jeux olympiques                | Melbourne      | 6e       | 200 m            |
| 1958 | Championnats d'Amérique du Sud | Montevideo     | 1er      | 100 m            |
| 1958 | Championnats d'Amérique du Sud | Montevideo     | 1er      | 200 m            |
| 1958 | Championnats d'Amérique du Sud | Montevideo     | 1er      | Saut en hauteur  |
| 1961 | Championnats d'Amérique du Sud | Lima           | 3e       | 100 m            |
| 1961 | Championnats d'Amérique du Sud | Lima           | 2e       | 110 m haies      |
| 1963 | Championnats d'Amérique du Sud | Cali           | 2e       | 110 m haies      |
| 1965 | Championnats d'Amérique du Sud | Rio de Janeiro | 3e       | Saut en longueur |

### Records
| Épreuve         | Performance | Lieu | Date |
| --------------- | ----------- | ---- | ---- |
| 100 m           | 10 s 2      |      | 1957 |
| 200 m           | 20 s 8      |      | 1955 |
| Saut en hauteur | 2,00 m      |      | 1954 |
| Triple saut     | 14,56 m     |      | 1951 |